# 9 (album của Lara Fabian)
9 là album tiếng Pháp thứ 5 và là album phòng thu thứ 7 trên tổng số trong sự nghiệp của nữ ca sĩ Lara Fabian. Album được đánh giá là bước chuyển mình trong phong cách âm nhạc và thể hiện giọng hát của Fabian, chủ yếu là vì đây là album đầu tiên mà nhà sản xuất lâu năm của Fabian, Rick Allison, không tham gia vào quá trình sản xuất. Album được sản xuất bởi Jean-Félix Lalanne, người đã cùng với Fabian sáng tác nhiều ca khúc trong album. Ngoài các ca khúc tự sáng tác, 9 còn bao gồm ca khúc "Les Homéricains" là bản hát lại bài hát "Higher Ground" của Stevie Wonder. Các phiên bản điện tử đặc biệt của album bao gồm một đĩa DVD gồm các video âm nhạc của hầu hết các bài hát trong album. Chuyến lưu diễn hỗ trợ album có tên gọi Un Regard 9 tour, bao gồm tổng cộng 60 buổi hòa nhạc.

## Danh sách bài hát
Tất cả bài hát được sản xuất bởi Jean-Félix Lalanne.
| Danh sách bài hát của 9 | Danh sách bài hát của 9                      | Danh sách bài hát của 9 | Danh sách bài hát của 9 | Danh sách bài hát của 9 |
| STT                     | Nhan đề                                      | Phổ lời                 | Phổ nhạc                | Thời lượng              |
| ----------------------- | -------------------------------------------- | ----------------------- | ----------------------- | ----------------------- |
| 1.                      | "La lettre"                                  | Jean-Félix Lalanne      | Lara Fabian Lalanne     | 03:53                   |
| 2.                      | "Un Ave Maria"                               | Fabian                  | Lalanne                 | 04:58                   |
| 3.                      | "Si tu n'as pas d'amour"                     | Lalanne                 | Lalanne                 | 03:49                   |
| 4.                      | "Il ne manquait que toi"                     | Fabian Lalanne          | Fabian                  | 04:32                   |
| 5.                      | "Ne lui parlez plus d'elle"                  | Fabian Lalanne          | Fabian Lalanne          | 04:04                   |
| 6.                      | "Rien qu'une seule larme"                    | Lalanne                 | Fabian                  | 03:38                   |
| 7.                      | "Les Homéricains" (hợp tác với Melissa Mars) | Fabian Lalanne          | Fabian Lalanne          | 03:24                   |
| 8.                      | "Speranza"                                   | Fabian                  | Lalanne                 | 03:04                   |
| 9.                      | "Le Tour du Monde"                           | Fabian Lalanne          | Fabian Lalanne          | 03:19                   |
| 10.                     | "L'homme qui n'avait pas de maison"          | Fabian Lalanne          | Fabian Lalanne          | 04:22                   |
| 11.                     | "Je me souviens"                             | Fabian                  | Fabian Jérémy Jouniaux  | 03:20                   |

### Danh sách bài hát của DVD phiên bản đặc biệt
1. "Je me souviens"
2. "Il ne manquait que toi"
3. "Si tu n'as pas d'amour"
4. "Un Ave Maria"
5. "Les Homéricains" – hợp tác với Melissa Mars
6. "Ne lui parlez plus d'elle"
7. "Speranza"
8. "L'homme qui n'avait pas de maison"
9. "La Lettre"

## Xếp hạng và chứng nhận
| Bảng xếp hạng (2005–06)             | Vị trí cao nhất |
| ----------------------------------- | --------------- |
| Album Bỉ (Ultratop Vlaanderen)      | 67              |
| Album Bỉ (Ultratop Wallonie)        | 2               |
| Album Pháp (SNEP)                   | 3               |
| Album Thụy Sĩ (Schweizer Hitparade) | 32              |

| Bảng xếp hạng (2005)                  | Vị trí |
| ------------------------------------- | ------ |
| Bỉ (Ultratop Wallonia)                | 13     |
| Bỉ Belgian Albums (Ultratop Wallonia) | 1      |
| Pháp (SNEP)                           | 36     |
| Bảng xếp hạng (2006)                  | Vị trí |
| Pháp (SNEP)                           | 149    |

| Quốc gia                                                                           | Chứng nhận | Số đơn vị/doanh số chứng nhận |
| ---------------------------------------------------------------------------------- | ---------- | ----------------------------- |
| Bỉ (BEA)                                                                           | Bạch kim   | 30.000*                       |
| Pháp (SNEP)                                                                        | 2× Vàng    | 223.400                       |
| * Chứng nhận dựa theo doanh số tiêu thụ. ^ Chứng nhận dựa theo doanh số nhập hàng. |            |                               |